# Dialektik
Dialektik kommer af det græske ord dialegesthai, som betyder "at føre samtale". Det er betegnelsen for en erkendelsesteoretisk metode, der består i en fremsættelse af en tese (påstand) , der medfører en antitese (modpåstand), som fører videre til en syntese, som sammenvæver de to påstande. Det er en metode inden for filosofi og retorik, hvorved indbyrdes modsigende påstande bliver afsløret som sammenhængende ved at udsagn (tese) og modudsagn (antitese) føres frem til en fælles konklusion (syntese). Modsigelserne ophæves i en højere enhed, og derved opstår der en erkendelse.

## Filosofi
Filosoffer bruger gerne begrebet ”dialektik” til at betegne enten den sokratiske dialektiske krydsforhørsmetode eller Hegels dialektiske historiemodel. "Dialektik" kan dog også henvise til en forskrift for, hvordan sand erkendelse kan opnås (se epistemologi), eller henvise til en teoretisering over verdens struktur (se ontologi) – at verden omkring os er sammenvævet, modsigelsesfyldt og dynamisk allerede før vores iagttagelse af den. Dialektik kan endvidere henvise til en metode til at præsentere tanker og konklusioner (inden for formidling og pædagogik).
Der findes et slægtskab mellem dialektik og logik. Dialektik bliver ofte betegnet som "en del af logikken" eller "den uformelle logik" - eller den bliver simpelthen gjort ensbetydende med logik. Oprindeligt betød dialektik bare "samtalekunst" (se Platon, Aristoteles og Schopenhauer). Kant hævdede, at dialektikken er en beskæftigelse med ting, som ligger uden for vores erfaringshorisont ("det tilsyneladendes logik"), og at den af samme grund uundgåeligt fører til uløselige modsigelser (antinomier). Forståelsen af dialektikken blev videreført af Fichte og Schelling, og den nåede et højdepunkt i Hegels logik.

### Sokratisk dialektik
I Platons dialoger styrer Sokrates typisk samtalen, hvor han bruger en krydsforhørsteknik over for andres påstande for at påvise selvmodsigelser i deres holdning. For eksempel beder han i dialogen af samme navn Euthyfron om at komme med en definition på god moral. Euthyfron svarer, at god moral er det, guderne elsker. Hertil svarer Sokrates, at guderne er stridbare, og deres stridigheder drejer sig om genstande for had og kærlighed, ganske som menneskers stridigheder. Euthyfron indrømmer, at det er tilfældet. Derfor må der i det mindste være én ting, som nogle guder elsker, men som andre guder hader, siger Sokrates. Det giver Euthyfron ham igen ret i. Derfor kan Sokrates konkludere, at hvis Euthyfrons definition af god moral er sand, må der findes mindst én ting, som både er moralsk og blasfemisk (siden den både er elsket og hadet af guderne) – hvilket jo er absurd. Også det må Euthyfron give Sokrates ret i.
Metoden udvikles her, som overalt i de sokratiske dialoger, gennem flere etaper:
1. Sokrates stiller et spørgsmål (Hvad er...?).
2. Samtalepartneren fremsætter en definition.
3. Sokrates undersøger definitionen gennem en serie af spørgsmål, og spørger til alternativer.
4. Det konkluderes, hvor meget af den oprindelige definition der stadig er holdbar.

### Hegelsk dialektik
Selv om Hegel aldrig selv brugte netop dén beskrivelse, forklares hans dialektik ofte som en bevægelse i tre trin: en tese ("sætning"), en antitese ("modsætning"), som modsiger eller benægter tesen, og en syntese ("sammensætning"), der opfanger det, der er centralt i dem begge. Han betragter ikke bare dialektikken som en erkendelsesmetode (se erkendelsesteori), men også som en ontologi, dvs. en beskrivelse af det værende. Dialektikken betegner han derfor som en selvstændig, logisk proces, ja ligefrem som begrebernes selvudvikling, der danner grundlaget for virkelighedens logiske struktur.
Et spekulativt metafysisk system som Hegels er et system af logiske udredninger, som er uafhængige af erfaringerne. De logiske udredninger går videre og begriber det overjordiske som noget, der er det værende i alt – også i mennesket. Dialektikken er ifølge Hegel den ægte metafysiske metode, som tillader, at man bevæger sig ud over de uomgængelige begrænsninger i den empiriske viden til ethvert ønsket erkendelsesniveau.
Den dialektiske bevægelse findes blandt andet i den filosofiske begrebsanalyse, siger Hegel. For ham er det mest grundlæggende begreb væren. Alle værende ting – bordet i stuen, koen på marken, månen på himlen, ideologierne i det politiske landskab, forestillingerne i religionerne – alle har de det tilfælles, at de er. Det mest almene ord må derfor være ordet væren, for i det ord mødes alle de ting, der er.
Men hvordan skal man egentlig definere ”væren”? Man må se bort fra alt det, der er specielt for de enkelte ting. Når man skal definere bordets væren, må man se bort fra bordets farve, dets form, dets kemiske sammensætning, osv. Men hvad bliver der så tilbage? Der bliver tilsyneladende intet tilbage. Hvis man ser bort fra, hvad et eller andet er, og blot henholder sig til, at det er, så bliver det tilsyneladende tomt, uden indhold, intet. Det er ikke defineret ved noget, og det har ingen bestemmelser. Det mest positive (bekræftende) ord ”væren” slår over i det mest negative (benægtende) ord af alle: ”intet”. Tesen fører til sin modsigelse: antitesen.
Men analysen af begreberne ”væren” og ”intet” fører i kraft af fornuften eller tankens logik frem til et begreb, der indeholder dem begge. Det er begrebet tilblivelse. Når noget bliver til, så både er det og er det endnu ikke. Det vil sige: Begrebet tilblivelse indeholder både væren og intet. Tesen og antitesen bliver ophævet i syntesen: tilblivelsen. At de bliver ”ophævet” har en dobbelt betydning; dels at de bliver annulleret som selvstændige enheder, dels at de bliver sammenfattet og bevaret i syntesen, som befinder sig på et højere niveau.
I lighed med den sokratiske dialektik gør Hegels dialektik indbyggede modsigelser åbenlyse. Hvert trin i processen er et resultat af indbyggede eller usagte modsigelser på det foregående trin. For Hegel er hele den vestlige historie én stor dialektisk bevægelse. Han nævner situationen omkring den franske revolution som et eksempel. Før den franske revolution havde Frankrig den enevældige styreform. Det var tesen: enevælden. Så kom selve revolutionen, oprøret mod enevælden. Det var antitesen: revolutionen. Men Frankrig kunne ikke leve i et vedvarende oprør. På et tidspunkt måtte der komme en styreform, der indeholdt de fornuftige elementer fra enevælden, samtidig med at den indeholdt nogle af de positive ideer, der lå i revolutionen: oplysning, frihed, lighed og broderskab. Oplysningstidens ideer begyndte for alvor at gøre sig gældende i Frankrig efter revolutionen. Det var syntesen: oplysningen. Hegel regner med, at syntesen efter nogen tid vil blive til en ny tese, hvorefter der vil komme en ny dialektisk bevægelse.
Det dialektiske skema bliver således:
Tese: Enevælden.
Antitese: Den franske revolution
Syntese: Oplysningen

### Marxistisk dialektik
Karl Marx overtager Hegels dialektiske metode til at forstå historien. Han bruger den dog på mere konkrete samfundsmæssige problemer, for eksempel på de indbyrdes konflikter mellem samfundsklasserne. En pointe hos Hegel er, at en åndelig virkelighed - verdensånden - ”kommer først”. Den åndelige virkelighed er overordnet den materielle og samfundsmæssige virkelighed, og den bestemmer, hvordan historien forløber. Karl Marx vender denne historieopfattelse ”på hovedet”. Han siger, at det er de materielle forhold, der bestemmer hvordan verden og dens udvikling forløber - ikke en ”verdensånd”. Det materielt-økonomiske danner grundlaget for alt andet, herunder menneskets bevidsthed. Her ses forskellen på Hegels idealisme og Marx´ materialisme.
Ud fra denne materialistiske opfattelse opstiller Marx den dialektiske materialisme. Den dialektiske tilgang til historiestudiet lagde senere grunden til den historiske materialisme - en metode som er anvendt i værker af Marx, Engels og Lenin. (Marx brugte dog ikke selv udtrykket "historisk materialisme"). Den dialektiske metode blev efterhånden anset for at være det afgørende grundlag for al marxistisk tænkning og politik, hvilket man kan se i værker af Karl Korsch, György Lukács og medlemmerne af Frankfurterskolen.
Karl Marx byggede på den hegelske dialektik, men de fleste af hans elever brugte en dialektik, der koger den hegelske logik ned til tre marxistiske grundsætninger:
- Loven om modsætningernes enhed og kamp
- Loven om negationens negation
- Loven om de kvalitative ændringers omslag i kvalitative spring - og omvendt.

Ved siden af disse tre grundsætninger undersøger man i den marxistiske dialektik også lovmæssigheder i dialektiske sammenhænge, såsom disse kategorier:
- Væsen og ydre
- Årsag og virkning
- Indhold og form
- Virkelighed og mulighed
- Nødvendighed og tilfældighed
- Det generelle og det specielle
- Konkret og abstrakt
- Kontinuitet og diskontinuitet
- Kvalitet og kvantitet
- Identitet og forskel
- Element og helhed
- Endelighed og uendelighed
- Absolut og relativt
- Enhed og Mangfoldighed

Ofte bliver disse modsætningspar betegnet som ”dialektiske vekselvirkninger”.
Under stalinismen udviklede den marxistiske dialektik sig til det, der blev kaldt "diamat" (en forkortelse af dialektisk materialisme), og som fik karakter af trosbekendelse. Nogle sovjetiske akademikere, som f.eks. Evald Iljenkov, fortsatte dog med uortodokse, filosofiske studier af den marxistiske dialektik, ligesom flere tænkere i den vestlige verden.

## Biologi
I deres bog fra 1985 The Dialectical Biologist skitserer Richard Levins og Richard Lewontin en dialektisk metode for biologien. De peger på det dialektiske forhold mellem "helheden" og "enkeltdelene". Enkeltdelen forudsætter helheden, og helheden forudsætter enkeltdelen (s. 272). Ethvert biologisk system består af en samling af forskelligartede enkeltdele. Alle disse enkeltdele bidrager alle til helhedens karakter. På den anden side har helheden også sin egen eksistens uafhængigt af enkeltdelene, og den påvirker og bestemmer enkeltdelenes natur. Denne frem-og-tilbage-bevægelse (dialektik) er en måde at beskrive en dynamisk proces på.
Charles Darwins evolutionsteori peger på konkurrencen mellem arter, som hver især har et sæt af forskellige medlemmer (populationen) inden for et givet miljø. Det fører til at arter ændres, og undertiden at nye arter opstår. En dialektisk biolog afviser ikke denne model, men vil hellere undersøge, hvordan de konkurrerende skabninger fremkalder ændringer i miljøet, som f.eks. når mikroorganismer fremkalder nedbrydning af klipper. Det interessante er med andre ord, hvordan hver art danner en del af miljøet for de andre.

## Psykologi og pædagogik
Hegels dialektiske metode anvendes også inden for psykologi og pædagogik. Her er et eksempel fra udviklingspsykologien: Tese: Det et barn selv kan klare. Antitese: Det et barn ikke selv kan klare. Syntese: Det et barn kan klare med passende, indfølende og afmålt voksenhjælp (zonen for nærmeste udvikling). Begrebet ”zonen for nærmeste udvikling” er udviklet af den russiske psykolog Lev Vygotsky. Begrebet kan eksemplificeres med hvad der sker, når et barn skal lære at cykle: Et barn magter ikke at cykle på en tohjulet cykel uden indlæring og træning, hvor en voksen eller et ældre barn hjælper til. Tankegangen kan illustreres ved hjælp af Hegels dialektiske skema:
Tese: Det et barn kan selv kan klare: at køre på en tricykel.
Antitese: Det et barn ikke kan selv kan klare: at køre på en tohjulet cykel.
Syntese: En voksen støtter barnets balance på den tohjulede cykel (zonen for den nærmeste udvikling).
Det er ifølge Vygotsky et alment princip, at der er en dialektik mellem det man ved, og det man ikke ved. Hvordan kan man så vide, hvad man ikke ved? Det er her, læreren har sin opgave: at lære eleven det, som vedkommende endnu ikke ved.

## Teologi
Dialektisk teologi er en teologisk bevægelse, hvis ophavsmand er den schweiziske teolog Karl Barth (1886-1968). Andre teologer, som regnes med til bevægelsen, er Rudolf Bultmann (1884-1976), Emil Brunner (1899-1966) og Friedrich Gogarten (1887-1967)
Karl Barth siger, at der mellem Gud og mennesket er en ”uendelig kvalitativ forskel”. Gud er ”den helt anderledes” (ty. "der ganz Andere"), uanskuelig, hellig og evig. Mennesket er en synder, der står under Guds dom. Mennesket kan ikke erkende Gud eller tilvejebringe sin egen frelse eller forsoning med Gud.
Gudserkendelse, frelse og forsoning kan kun Gud tilvejebringe. Det sker i form af Guds åbenbaring over for mennesket. Denne åbenbaring har sit midtpunkt i Jesus Kristus. Her er Gud den eneste der handler, og denne handling er kendetegnet ved nåde – i modsætning til Guds dom, som ikke er kendetegnet ved nåde. Mennesket står egentlig under Guds dom, hvis Gud ikke handlede i sin åbenbaring.
Det dialektiske skema ser her således ud:
Tese: Gud er hellig og evig.
Antitese: Mennesket er en synder, som står under Guds dom, og som ikke ved egen kraft kan blive forsonet med Gud.
Syntese: Gud og mennesket bliver forsonet i kraft af Guds ensidige nådige indgriben ved Jesus Kristus.

## Kritik af den dialektiske metode
Den primære kritik af den dialektiske metode fremsættes af Karl Popper. I sin bog Det åbne samfund og dets fjender karakteriserer han Platon (Sokrates), Hegel og Marx som fjender af "det åbne samfund" (det demokratiske samfund).
I en ”ikke-dialektisk” kritik siger Popper, at den dialektiske metode medfører en praksis, som modvirker åbenhed og frihed. Det problematiske i den dialektiske metode er, at den bygger på en deterministisk tankegang, idet den er præget af en platonisk forestilling om en teleologi (en formålsårsag): Alting har et formål, og historien vil derfor forløbe på en bestemt måde, som mennesket ingen indflydelse har på.